# Нитидацу Фудзии
Нитида́цу Фудзии́ (яп. 藤井日達, англ. Nichidatsu Fujii; 8 июня 1885 — 1 сентября 1985) — основатель монашеского ордена Ниппондзан Мёходзи японской буддийской школы Нитирэн. Один из крупнейших международных популяризаторов буддизма в XX веке. 

## Биография
Нитидацу Фудзии принял монашество в 1903 году. 
В 1917 году он провозгласил создание ордена Ниппондзан Мёходзи — в этот период в учении особо подчёркивалась роль Сутры Лотоса Благого Закона именно для Японии.
В 1924 году открылся первый центр Ордена. 
В течение многих лет Нитидацу Фудзии посещал Индию и Шри-Ланку. В Индии он стремился восстановить популярность буддизма среди народных масс, что привело на некоторый период к запрету на его въезд в эту страну.
На Нитидацу Фудзии оказало значительное влияние общение с жившим в своём ашраме Махатмой Ганди в 1931 году. В результате этой встречи Нитидацу Фудзии принял решение посвятить свою жизнь проповеди ненасилия. Он получил от Ганди почётное прозвище «Фудзии Гуруджи́».

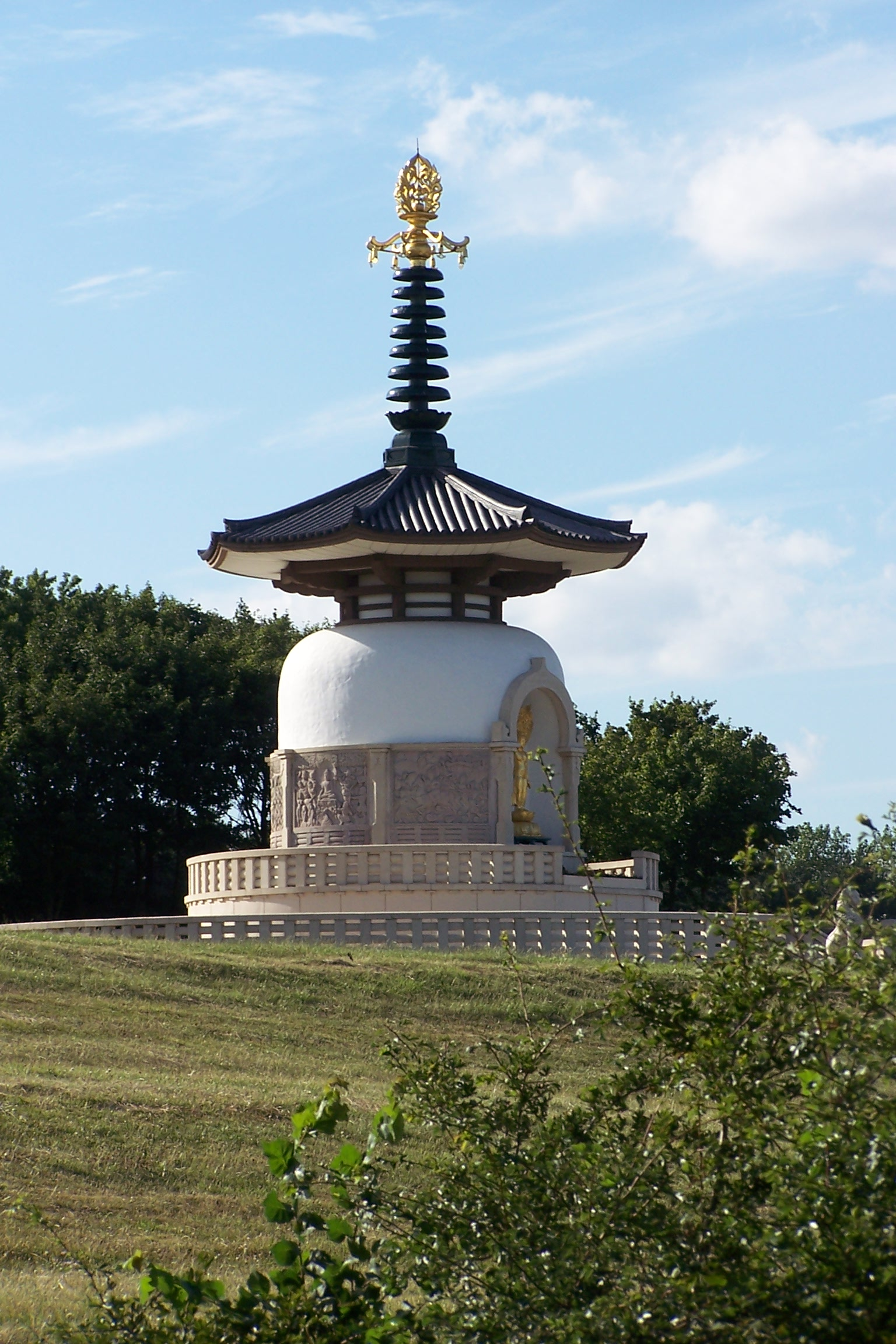
Пагода, построенная Ниппондзан Мёходзи в 1980 году в Мильтон-Кейнс, Великобритания, считается первой Пагодой Мира в западном полушарии.

В 1947 он начал постройку Пагод Мира — символов мира во всём мире. Первые пагоды были возведены в Хиросиме и Нагасаки в память о ядерной бомбёжке этих городов. 
В качестве участника Буддийских Соборов он посетил СССР. 
К 2000 году в мире самим Нитидацу Фудзии и его учениками было возведено 80 Пагод Мира в Азии, странах Европы и в США. Считается, что в перестройку его учеником Дзюнсэем Тэрасавой было получено согласие Горбачёва на постройку Пагоды Мира на Красной Площади, однако эти планы не получили продолжения.